# Tim Kruithoff

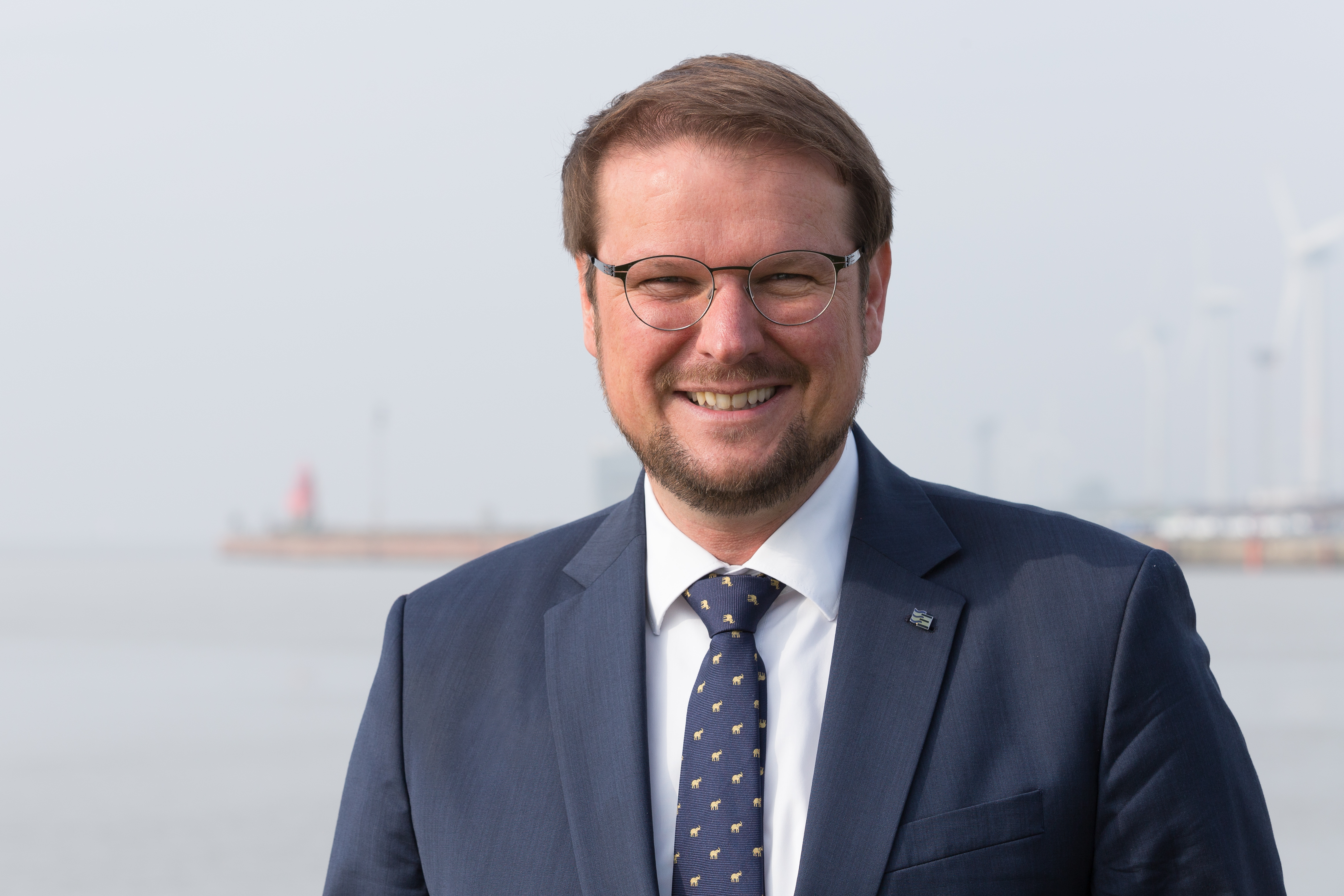
Tim Kruithoff

Tim Kruithoff (* 24. April 1977 in Emden) ist ein deutscher Kaufmann und parteiloser Politiker. Seit 2019 ist er Oberbürgermeister von Emden.

## Leben
Kruithoff wurde 1977 in Emden geboren. Er hat einen jüngeren Bruder und wuchs im Emder Stadtteil Borssum auf.
Nach der Mittleren Reife und einer ersten Berufsausbildung zum Groß- und Außenhandelskaufmann schlossen sich der Zivildienst im Hans-Susemihl Krankenhaus in Emden und eine Ausbildung zum Sparkassenkaufmann bei der örtlichen Sparkasse an. Nachdem Kruithoff seine Fachhochschulreife in einer Abendschule erworben hatte, absolvierte er ein Studium der Betriebswirtschaftslehre an der Fachhochschule Ostfriesland/Oldenburg/Wilhelmshaven. Sein Auslandssemester absolvierte er an der Hanze International Business School in Groningen (NL). Das Studium schloss er als Diplom-Kaufmann (FH) ab. Während der anschließenden Tätigkeit als Unternehmensberater in Hannover absolvierte er ein berufsbegleitendes Masterstudium im Studiengang „Management of Financial Institutions“ an der Hochschule der Sparkassen-Finanzgruppe in Bonn. An der Boston University in Boston, Massachusetts, fand das Auslandssemester statt. Aufgrund der bestandenen Masterprüfung wurde ihm der akademische Grad „Master of Business Administration“ (MBA) verliehen.
Kruithoff arbeitete in verschiedenen Unternehmen der Sparkassen-Finanzgruppe, zuletzt als Vorstandsvertreter und Abteilungsleiter Firmenkunden der Sparkasse Emden, bevor er am 10. Januar 2019 seine Kandidatur für das Amt des Oberbürgermeisters bekanntgab.
Kruithoff ist unverheiratet und hat keine Kinder.

## Politik

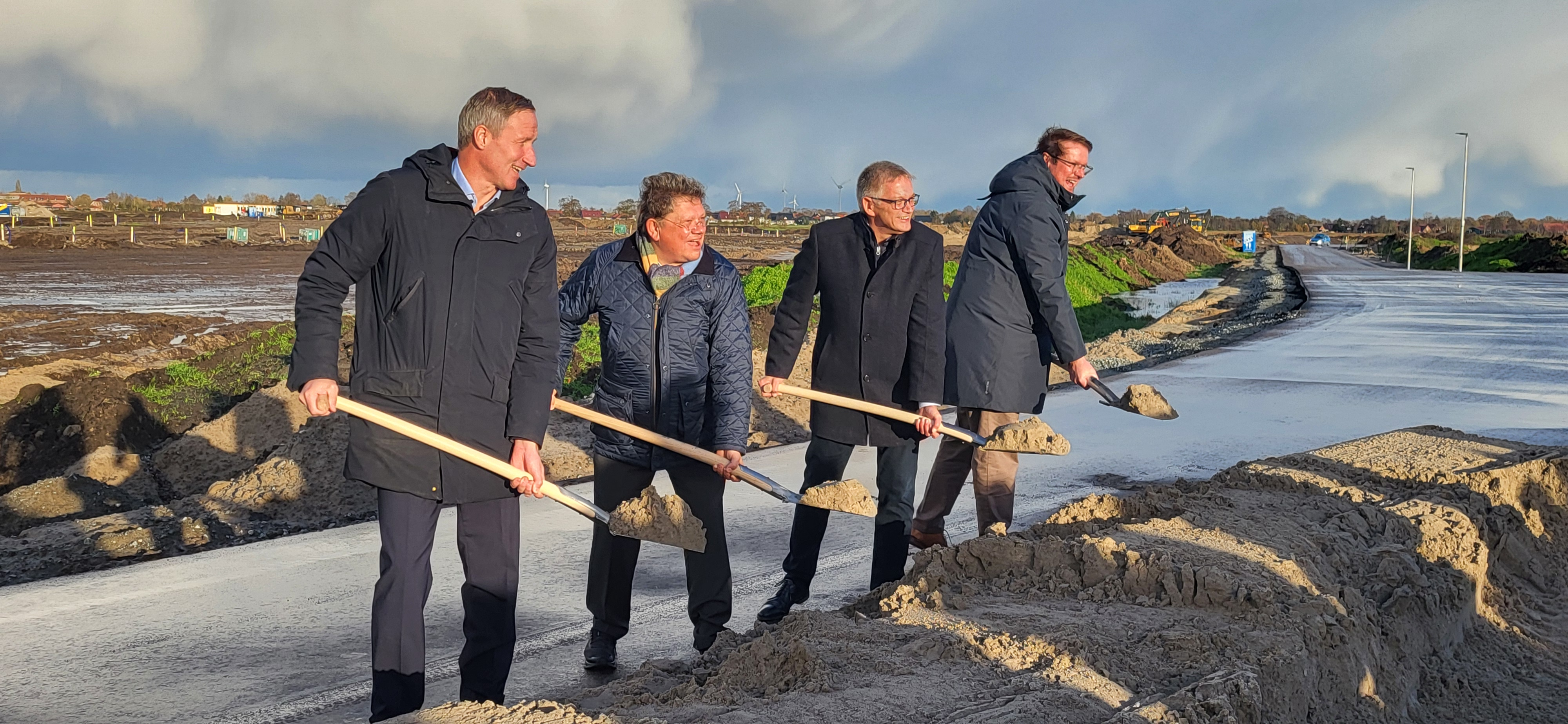
Tim Kruithoff (rechts) beim Ersten Spatenstich für die Zentralklinik Georgsheil

### Allgemeines
Am 8. September 2019 wurde Kruithoff mit 75,4 % der Stimmen als Nachfolger von Bernd Bornemann zum Oberbürgermeister der ostfriesischen Seehafenstadt Emden gewählt. Kruithoff wurde von CDU, FDP, Bündnis 90/Die Grünen und der Wählergemeinschaft „Gemeinsam für Emden“ (GfE) unterstützt. Mit seinem Wahlsieg endet eine lange Tradition in Emden: Seit 1956 hatten die Sozialdemokraten 63 Jahre lang ohne Unterbrechung den Oberbürgermeister gestellt. Sein Amt trat Kruithoff zum 1. November 2019 an.
Am 17. Dezember 2021 wurde Kruithoff vom Präsidium des Niedersächsischen Städtetages in den Ausschuss für mittlere Städte des Deutschen Städtetages gewählt. In diesem Gremium werden kommunalpolitische Themen mit besonderer Relevanz für Städte mittlerer Größe behandelt. Außerdem ist er Kreisvorsitzender des Volksbundes Deutsche Kriegsgräberfürsorge im Kreisverband Emden.
Bereits beim Neujahrsempfang der Stadt Emden im Januar 2024 kündigte Kruithoff an, bei der Oberbürgermeisterwahl im Herbst 2026 erneut kandidieren zu wollen. Die Wahl soll zeitgleich mit der niedersächsischen Kommunalwahl stattfinden.

### Gesundheitsversorgung
Kruithoff steht zusammen mit dem Landrat des Landkreises Aurich Olaf Meinen der Gesellschaft ANEVITA vor, die mit der Planung und dem Bau der Zentralklinik Georgsheil (Zentralklinik Ostfriesische Meere) eines der größten öffentlichen Hochbauprojekte Niedersachsens verantwortet.

### Stadtentwicklung
Seit seinem Amtsantritt im November 2019 setzt sich Tim Kruithoff intensiv für die Umgestaltung der Emder Innenstadt ein. Ein zentrales Projekt ist die Neugestaltung der „Neutorstraße“ und des Bereiches „Am Delft“, die in einen verkehrsberuhigten Geschäftsbereich umgewandelt wurde. Durch die Einführung einer Einbahnstraßenregelung, die Verbreiterung von Fahrradwegen und die Begrünung soll die Aufenthaltsqualität erhöht und der innerstädtische Verkehr reduziert werden. Diese Maßnahmen sind Teil eines umfassenden Konzepts, das darauf abzielt, Emden in eine erlebnisorientierte Innenstadt zu transformieren. Das Projekt „Zukunft Innenstadt“ zielt auf eine nachhaltige Umgestaltung des Emder Stadtzentrums, um Aufenthaltsqualität, Klimaresilienz und Mobilität miteinander zu verbinden. Die bauliche Umsetzung erfolgt in mehreren Bauabschnitten und ist mit rund 15 Millionen Euro veranschlagt. Die Finanzierung erfolgt überwiegend aus Mitteln der Städtebauförderung von Bund und Land Niedersachsen.

## Sonstiges

### Erinnerungsarbeit
Kruithoff engagiert sich intensiv in der Erinnerungsarbeit und setzt sich besonders für das Jugendworkcamp der Stadt Emden in der Normandie ein. Dabei sind ihm urban diplomacy, die europäische Einigung und der deutsch-französische Ausöhnungsprozess ein persönliches Anliegen. Zudem übernimmt Kruithoff die Regie für das Theaterstück „Das Rote Kleid“, das im September 2025 seine Premiere feiern wird. Das Stück beleuchtet die Schicksale von Frauen, die während der NS-Zeit in Emden verhaftet und später für ihre Entschädigungsansprüche im Nachkriegsdeutschland erneut benachteiligt wurden.

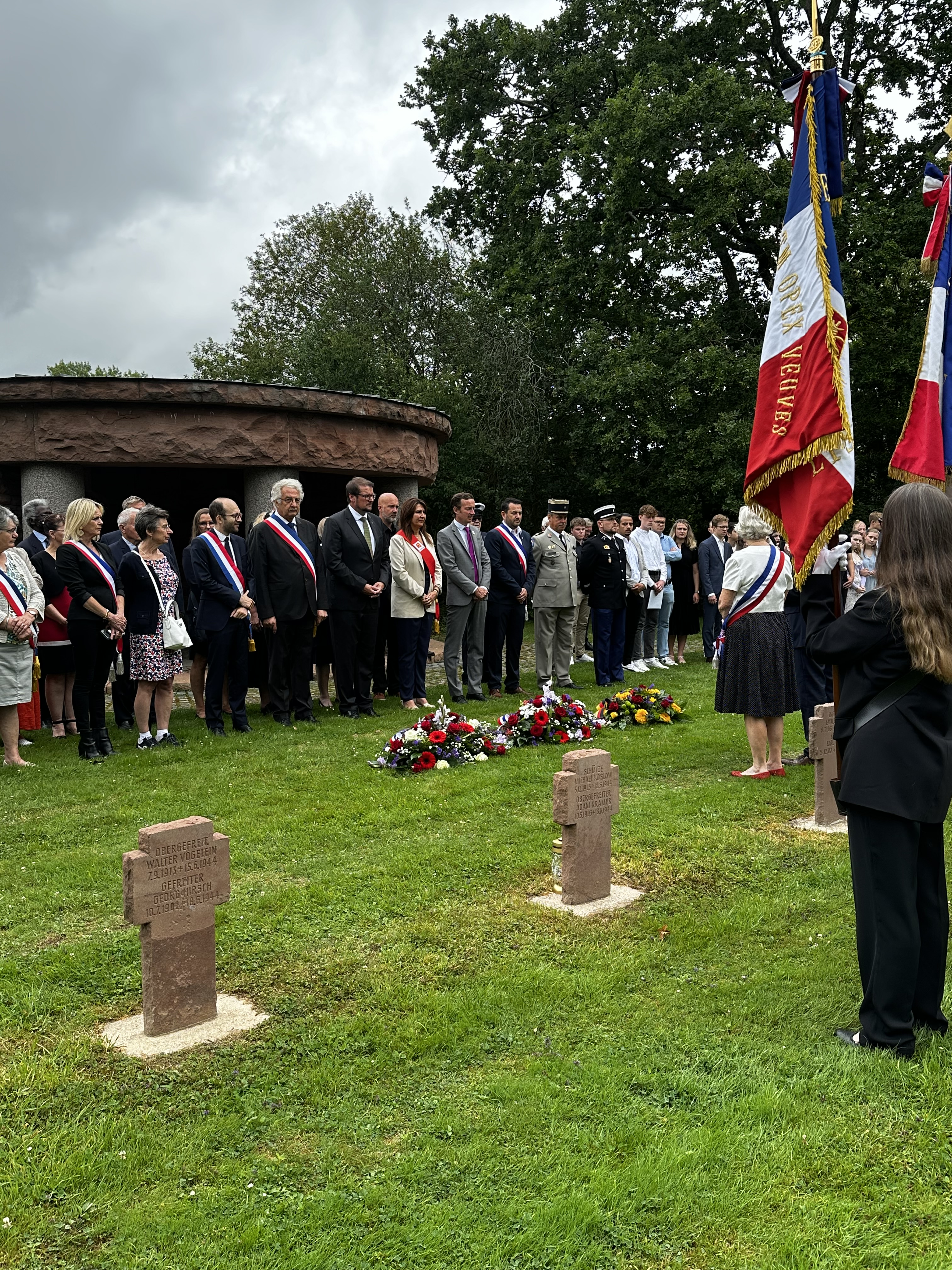
Kranzniederlegung auf der deutschen Kriegsgräberstätte in St. Désir am 27. Juli 2024

### Kommunikationsformate
Zur Förderung von Transparenz und Bürgernähe initiierte Kruithoff im Jahr 2025 den monatlich erscheinenden Podcast Talk mit Tim. In diesem Format spricht er mit wechselnden Gästen über aktuelle kommunalpolitische Entwicklungen sowie gesellschaftlich relevante Themen mit Bezug zu Emden und Ostfriesland. Ziel des Podcasts ist es, Menschen eine Stimme zu geben, die etwas zu sagen haben, und Raum für vertiefte Gespräche abseits schnelllebiger Social-Media-Diskussionen zu schaffen. Der Podcast erscheint jeweils am ersten Sonntag des Monats.